# アブダクション (ウエイトトレーニング)
アブダクション (abduction) は、ウエイトトレーニングの種目の1つ。中臀筋の筋力・筋量を増やすことができる。

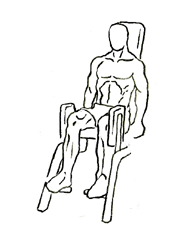
アブダクション(スタート)

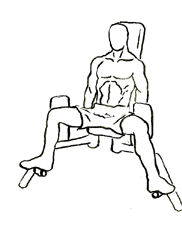
アブダクション(フィニッシュ)

## 具体的動作

### シーテッド・アブダクション・マシン
1. マシンのシートに座り、膝の外側にパッドがくるように調節する。両脚が閉じた姿勢からスタートする。
2. 息を吐きながら大腿を開く。
3. 中臀筋が十分に収縮するのを感じ取ったら、息を吸いながら元の姿勢に戻る。
4. 2~3を繰り返す。

### スタンディング・アブダクション・マシン
1. マシンの正面に立ち、膝の外側にパッドがくるように調節する。両脚が交差した姿勢からスタートする。
2. 息を吐きながら片脚を上げていく。
3. 中臀筋が十分に収縮するのを感じ取ったら、息を吸いながら元の姿勢に戻る。
4. 2~3を繰り返す。

### スタンディング・ケーブル・アブダクション
1. ロープーリーにアンクルストラップをセットし、足首に巻く。マシンに対して横を向いて立つ。両脚が交差した姿勢からスタートする。
2. 息を吐きながら片脚を上げていく。
3. 中臀筋が十分に収縮するのを感じ取ったら、息を吸いながら元の姿勢に戻る。
4. 2~3を繰り返す。